# Naroa Agirre
Agirre  Kamio est un nom espagnol. Le premier nom de famille, en général paternel, est Agirre ; le second, en général maternel, souvent omis, est Kamio.
Naroa Agirre Kamio (née le 15 mai 1979 à Saint-Sébastien) est une athlète espagnole, spécialiste du saut à la perche.

## Biographie
Depuis les catégories jeunes, Naroa Agirre pratique la perche mais aussi le saut en longueur ; elle obtient d'ailleurs 3 titres nationaux sur cette dernière discipline.
En 2002 elle ravit le record d'Espagne à Dana Cervantes en franchissant 4,40 m et dispute ses premiers grands championnats à Munich, où elle se classe 10e. Les années suivantes elle échoue souvent en qualifications, son meilleur résultat étant une 6e place aux Jeux olympiques d'Athènes en 2004, et en salle une 6e place aussi à l'occasion des championnats du monde en salle de Moscou, lors desquels elle franchit 4,50 m par deux fois, battant ainsi son propre record. En plein air elle récidive deux fois à cette hauteur, avec entre autres une 4e place à la coupe d'Europe des nations à Malaga, le tout en 2006. 
Début 2007, elle améliore plusieurs fois sa meilleure marque, jusqu'à franchir une barre de 4,56 m à Séville durant les championnats d'Espagne en salle, nouveau record d'Espagne (absolu) et record en salle. À Osaka elle échoue en qualifications malgré ses 4,50 m réussis au 1er essai.
Ce n'est qu'en 2014 qu'elle renoue avec ces hauteurs, avec 4,51 m franchis à Valladolid.

## Palmarès
| Date | Compétition                    | Lieu         | Résultat | Marque |
| ---- | ------------------------------ | ------------ | -------- | ------ |
| 2002 | Championnats d'Europe          | Munich       | 10e      | 4,30 m |
| 2004 | Championnats ibéro-américains  | Huelva       | 1re      | 4,30 m |
| 2004 | Jeux olympiques                | Athènes      | 6e       | 4,40 m |
| 2005 | Championnats du monde          | Helsinki     | 9e       | 4,35 m |
| 2006 | Championnats du monde en salle | Moscou       | 6e       | 4,50 m |
| 2006 | Championnats d'Europe          | Göteborg     | 7e       | 4,45 m |
| 2008 | Championnats du monde en salle | Valence      | 9e       | 4,40 m |
| 2010 | Championnats ibéro-américains  | San Fernando | 4e       | 4,20 m |
| 2013 | Jeux méditerranéens            | Mersin       | 2e       | 4,40 m |

### National
- 7 titres à la perche (2003, 2006-2010, 2013) et 10 en salle (2000, 2003, 2005-2007, 2009-2012, 2014).

## Records
| Épreuve                      | Performance | Lieu       | Date            |
| ---------------------------- | ----------- | ---------- | --------------- |
| Saut à la perche (salle)     | 4,56 m (NR) | Séville    | 17 février 2007 |
| Saut à la perche (plein air) | 4,51 m (NR) | Valladolid | 10 mai 2014     |